# Emil Lamberth
Emil Lamberth (* 5. Februar 1896 in Ludwigshöhe bei Oppenheim; † 8. Juli 1962 ebenda) war ein deutscher Lehrer, Offizier im Dienstgrad des Majors und Kampfkommandant während der Schlacht um Aschaffenburg im März 1945. Mittels seiner Unterschrift wurden in diesen Tagen drei Todesurteile vollstreckt, darunter das Endphaseverbrechen an Friedel Heymann.

## Leben
Emil Lamberth wurde als Sohn eines Schmieds und Weinhändlers in Ludwigshöhe geboren. Er besuchte die Präparandenschule und das Lehrerseminar in Alzey. Dort legte er 1914 das Lehrernotexamen ab. Ab diesem Zeitpunkt diente er bis zum Ende des Ersten Weltkriegs. Aus diesem kehrte er mit einer bleibenden 33-prozentigen Kriegsbeschädigung zurück, welche auf eine Gasvergiftung zurückzuführen war.
Ab 1919 war er als Verwalter an unterschiedlichen Schulen beschäftigt, ab 1921 als Lehrer in Erbach im Odenwald. In Erbach war er auch als Organist und Schatzmeister der katholischen Pfarrei tätig. Am 2. August 1937 beantragte er die Aufnahme in die NSDAP und wurde rückwirkend zum 1. Mai desselben Jahres aufgenommen (Mitgliedsnummer 4.900.162). 1938/39 war er zum Festungsbau in Trier eingesetzt und war ab 1939 als Hauptmann Kompaniechef im Pionier-Ersatz-Bataillon 9 in Aschaffenburg. Während des Zweiten Weltkriegs war er ab Sommer 1940 zunächst an der Westfront in Frankreich eingesetzt, kam danach an die Ostfront, erst nach Polen und später in die Sowjetunion. 1941 wurde er Kommandeur des Pionier-Bataillons 9 und im Jahr darauf wurde er Major. Nach einem Lazarettaufenthalt wegen einer Magenerkrankung war er ab 1943 Kommandeur des Reserve-Pionier-Bataillons 9 in Mittelfrankreich. Später wurde er aus Mittelfrankreich zum Festungsbau nach Holland abkommandiert.
Emil Lamberth kam Mitte 1944 als Kommandeur des Pionier-Ersatz- und Ausbildungs-Bataillon 9 wieder nach Aschaffenburg. Ab Herbst 1944 war er Standortältester in Aschaffenburg und wurde am 5. März 1945 zum Kampfkommandanten ernannt.
Als Kampfkommandant Aschaffenburgs übernahm er die Vorbereitung und letztlich die Verteidigung der Stadt. Trotz mangelhafter Ausrüstung und fehlender Panzer setzte Lamberth alles daran, die Stadt zu halten. Die Einheiten wurden in strategischen Stellungen positioniert und die Mainbrücken zur Verteidigung und Sprengung vorbereitet. Lamberth handelte nach den Vorgaben der NS-Führung, was die harte Verteidigung der Stadt trotz aussichtsloser Lage unterstrich. 

## Das Standgericht

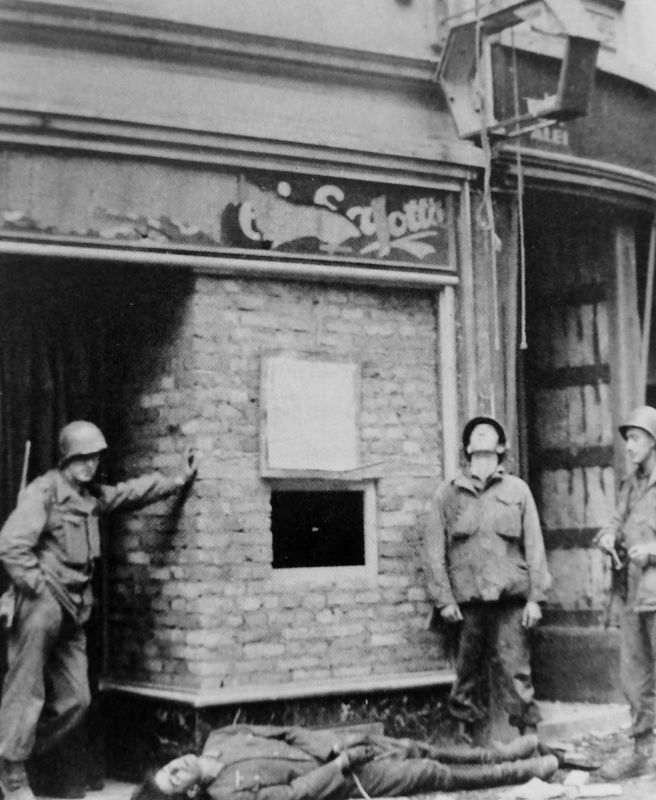
Amerikanische Soldaten stehen vor dem Gebäude, an dem Friedel Heymann erhängt wurde. Seine Leiche liegt vor dem Eingang. Das verwendete Seil ist noch erkennbar.

Durch Emil Lamberth wurde in der Zeit der Schlacht um Aschaffenburg ein Standgericht eingerichtet. Dies befand sich im Keller der damaligen Jägerkaserne, heute die Hochschule Aschaffenburg.
Am Morgen des 28. März 1945 bestätigte er das Todesurteil, welches am gleichen Tag gegen 9 Uhr morgens vollstreckt wurde, wegen Fahnenflucht gegen den schwer verwundeten Friedel Heymann, dessen Verwundung für die Hinrichtung kaschiert wurde. Lamberth riss vor der Vollstreckung die Abzeichen von Heymanns Uniform und ließ ein Plakat mit dem Text anbringen „Feiglinge und Verräter hängen! Gestern starb ein Offiziersanwärter aus Elsaß-Lothringen bei der Vernichtung eines Feindpanzers den Heldentod. Er lebt weiter. Heute hängt ein Feigling im Offiziersrock, weil er Führer und Volk verriet. Er ist für immer tot“. Seine Verurteilung hatten neben Lamberth die Standgerichtsoffiziere Robert Jung und Wolfgang Bonfils zu verantworten. Hingerichtet wurde er durch Walter Klingenhagen.
Am 1. April 1945 wurde Hauptmann Johann Baur im Hof des Heeresverpflegungsamt erschossen und in einen brennenden Schuppen geworfen. Baur soll mit zwei falschen Pässen ausgestattet gewesen sein. Weiterhin habe er mittels Blinkzeichen mit den Amerikanern kommuniziert und ein mit Lebensmitteln beladenes Schiff gesprengt. Als er am Gründonnerstag versucht haben soll, zu fliehen, wurde er durch Lamberth persönlich verhaftet. Das einberufene Sondergericht verurteilte ihn zu Tode. Die eingesetzten Richter Hauptmann Jochen Mehmel und Karl Nöhrbaß fielen in der Schlacht. Johann Baur war ein "Nationalsozialist der ersten Stunde" und bereits 1923 als 18-jähriger in die NSDAP und auch in die SA eingetreten.
Ende März 1945 wurden durch Flugzeuge Schriften mit einem Ultimatum zur bedingungslosen Kapitulation über der Stadt abgeworfen. Sollte Lamberth nicht die weiße Fahne hissen, würde Aschaffenburg dem Erdboden gleichgemacht, hieß es darin. Es dauerte aber noch drei Tage, bis Lamberth dieser Forderung nachkam und kapitulierte. Bis dahin stand die Stadt weiterhin unter schweren Beschuss, was Menschenleben kostete.
Insgesamt wurden durch das Standgericht 40 Fälle bearbeitet. Fünf Angeklagte wurden zum Tode verurteilt. Drei Todesurteile trugen die Unterschrift Lamberths.
Eine US-amerikanische Untersuchungskommission sprach Emil Lamberth Mitte November 1945 vom Verdacht frei, ein Kriegsverbrecher zu sein.
Im Januar 1946 erfolgte ein Gesuch der Stadt Aschaffenburg an die US-amerikanische Militärbehörde, Anklage gegen Lamberth erheben zu dürfen. Zeitgleich wurde er durch die US-amerikanische Militärregierung aus dem öffentlichen Dienst entlassen.
Am 3. Dezember 1949 kam es zu einem Urteil des Schwurgerichts Würzburg. Lamberth wurde wegen Totschlags in zwei Fällen zu vier Jahren Haft verurteilt. Lamberth legte Revision ein, welche aber durch das Bayerische Oberste Landesgericht verworfen wurde, wodurch das Urteil rechtskräftig wurde. Am 16. Mai 1950 wurde u. a. der Vorsitzende des Standgerichts, Major Robert Jung, durch das Schwurgericht Würzburg wegen eines Vergehens der fahrlässigen Tötung zu 15 Monaten Haft verurteilt.

## Einfluss auf die Zivilbevölkerung
Während der Schlacht um Aschaffenburg im Zweiten Weltkrieg zeigte sich die aktive Beteiligung der Zivilbevölkerung am Gefecht. Gleichzeitig kam es zu tragischen Vorfällen, bei denen deutsche Soldaten Zivilisten erschossen, die versuchten, die Stadt zu verlassen. Diese Ereignisse verdeutlichen die vielschichtige und oftmals tragische Rolle der Zivilbevölkerung in den Kriegswirren. Neben dem Standgericht könnten auch die Verteilung mehrerer Flugblätter eine Rolle gespielt haben. Von Lamberth wurde der folgende Befehl unterzeichnet:
„Soldaten, Männer des Volkssturms, Kameraden!
Die Festung Aschaffenburg wird bis zum letzten Mann verteidigt. Ab sofort sind alle verfügbaren Kräfte systematisch und konsequent zur Stärkung der Kampfkraft einzusetzen, solange der Gegner uns Zeit dazu läßt.
Es heißt: 1. Kämpfen 2. Bau von Sperren und Kampfständen 3. Verpflegung aus dem Verpflegungsamt holen 4. und dadurch siegen!
Ab heute ist jede Kraft schonungslos einzusetzen. Ich verbiete, daß jemand innerhalb 24 Stunden länger als 3 Stunden ruht. Ich verbiete das Herumstehen und Herumsitzen und dergleichen. Unser Glaube sei, daß unsere Lebensaufgabe jetzt nur noch den einen Zweck habe, dem verfluchten Feinde den größten Widerstand zu bieten und möglichst viel von ihm zum Teufel zu schicken.
– gez. Lambert[sic], Major“

## Interpretation seines Verhaltens
Einen wesentlichen Einfluss auf Lamberth dürfte die Anwesenheit des SS-Obersturmbannführers Wegener und drei weiteren, hochrangigen NS-Funktionären gehabt haben. Diese waren durch das NS-Regime aus dem Führerhauptquartier nach Aschaffenburg entsandt worden. Spätestens mit ihrem Erscheinen am 25. März 1945 hatte sich die Situation verändert: Wegener war vom Oberkommando der Wehrmacht die Befehlsgewalt für die Verteidigung Aschaffenburgs übertragen worden. Der Kampf um Aschaffenburg war somit kein taktischer Vorgang im Rahmen der Westfront mehr, sondern eher ein ideologiegetriebener Durchhaltekampf.
Emil Lamberth gab später an, er habe unter besonderem Druck gestanden, weil es ihm nicht gelungen war, die Mainbrücke rechtzeitig zu sprengen. Dies ermöglichte es den US-amerikanischen Truppen, auf die östliche Mainseite vorzurücken. Aufgrund dessen sah er sich verstärkten Vorwürfen und Verdächtigungen von Seiten der NS-Führung ausgesetzt, was möglicherweise auch seine Entscheidung beeinflusste, die Hinrichtungen durchzuführen, um seine militärische Position und Glaubwürdigkeit zu schützen.
Laut seinen Angehörigen sei Emil Lamberth ein begeisterter Soldat gewesen. Geprägt war er durch ein ungeheueres Pflichtbewusstsein.

## Zeit nach der Haft
Aufgrund seines schlechten Gesundheitszustands war Lamberth haftunfähig. Deshalb wurde seine Gefängnisstrafe, die bis Oktober 1952 gedauert hätte, im Dezember 1950 ausgesetzt. Unter einer Bewährungsfrist bis zum 1. Januar 1954 wurde er freigelassen. 1950 wurde ihm durch das Land Hessen eine Mindestrente bewilligt.
Mit dem Urteil in Würzburg erloschen Lamberths Pensionsansprüche. Gnadengesuche wurden vom hessischen Ministerpräsidenten Zinn in den Jahren 1954 und 1958 abgelehnt.
Über seine berufliche Tätigkeit nach dem Zweiten Weltkrieg existieren widersprüchliche Angaben: Laut Kohlhaas kehrte er nicht in den Lehrerberuf zurück, sondern verdiente seinen Lebensunterhalt als Winzer und Landwirt. Laut der Arbeit von Schmittner arbeitete Lamberth wieder als Lehrer und Kindererzieher.